# Denisonia maculata
Espèce
Synonymes
- Hoplocephalus maculatus Steindachner, 1867
- Denisonia ornata Krefft, 1869
- Hoplocephalus muelleri Fischer, 1885

Statut de conservation UICN

 DD  : Données insuffisantes
Denisonia maculata est une espèce de serpents de la famille des Elapidae.

## Répartition
Cette espèce est endémique du Queensland en Australie.

## État des populations
L'espèce qui vit dans le Nord-Est de l'Australie (Queensland) est notamment menacée par les incendies volontaires et sur une partie de son territoire par un important projet minier (projet de plus grande mine du monde, en grande partie à ciel ouvert) qui pourrait s'implanter presque au cœur de son aire de répartition et fonctionner durant 60 à 90 ans. 
Le 5 août 2015, la cour australienne a rejeté les accords passés entre le ministre de l'environnement du Gouvernement fédéral australien et le porteur du projet (le groupe indien Adani Group), au motif que le ministre et son gouvernement n'avaient pas respecté le droit fédéral de l'Environnement relatif aux espèces protégées rappelé par leur ministère, notamment à propos de deux espèces : ce serpent (qui est classé "vulnérable" sur la liste rouge des espèces menacées de l'UICN), et le scinque de Yakka, une autre espèce endémique (petit saurien) également typique de cette région et de ses milieux.  Cette omission par le gouvernement de la prise en compte de l'article 487 (2) de la loi dite « EPBC Act » pour Environmental Protection and Biodiversity Act ) a été la source d'une importante controverse politique (Vigilante lawfare,) et a poussé le ministère à reconsidérer sa proposition. Néanmoins, le premier ministre qui a accusé les écologistes et associations de protection de la nature de « sabotage » de projet a finalement réautorisé ce projet minier, en rappelant certaines conditions de respect de l'environnement.